# Virachola ferrea
Virachola ferrea är en fjärilsart som beskrevs av Araki 1949. Virachola ferrea ingår i släktet Virachola och familjen juvelvingar. Inga underarter finns listade i Catalogue of Life.